# Keizerlijke Staatskroon

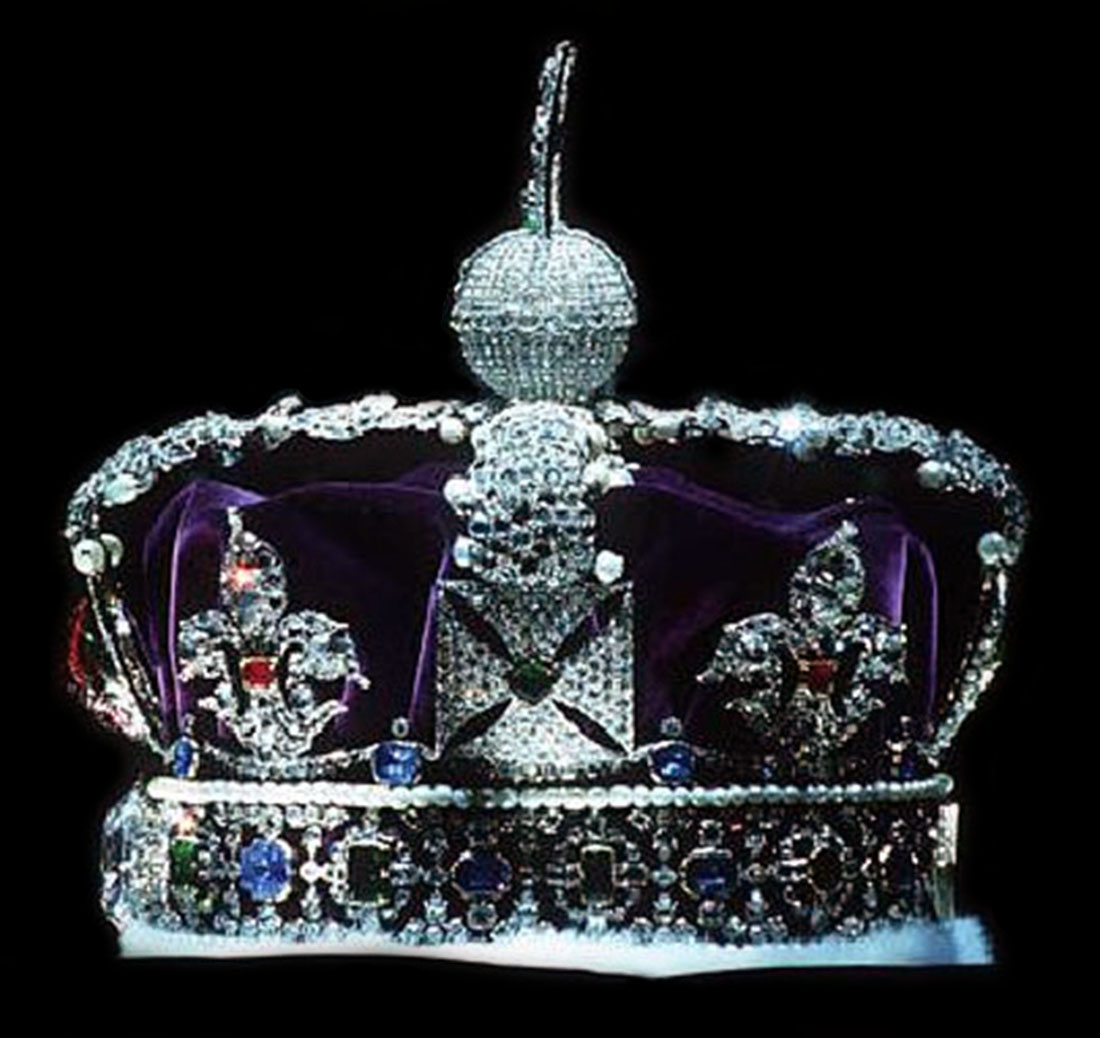
Rechter zijaanzicht van de Keizerlijke Staatskroon

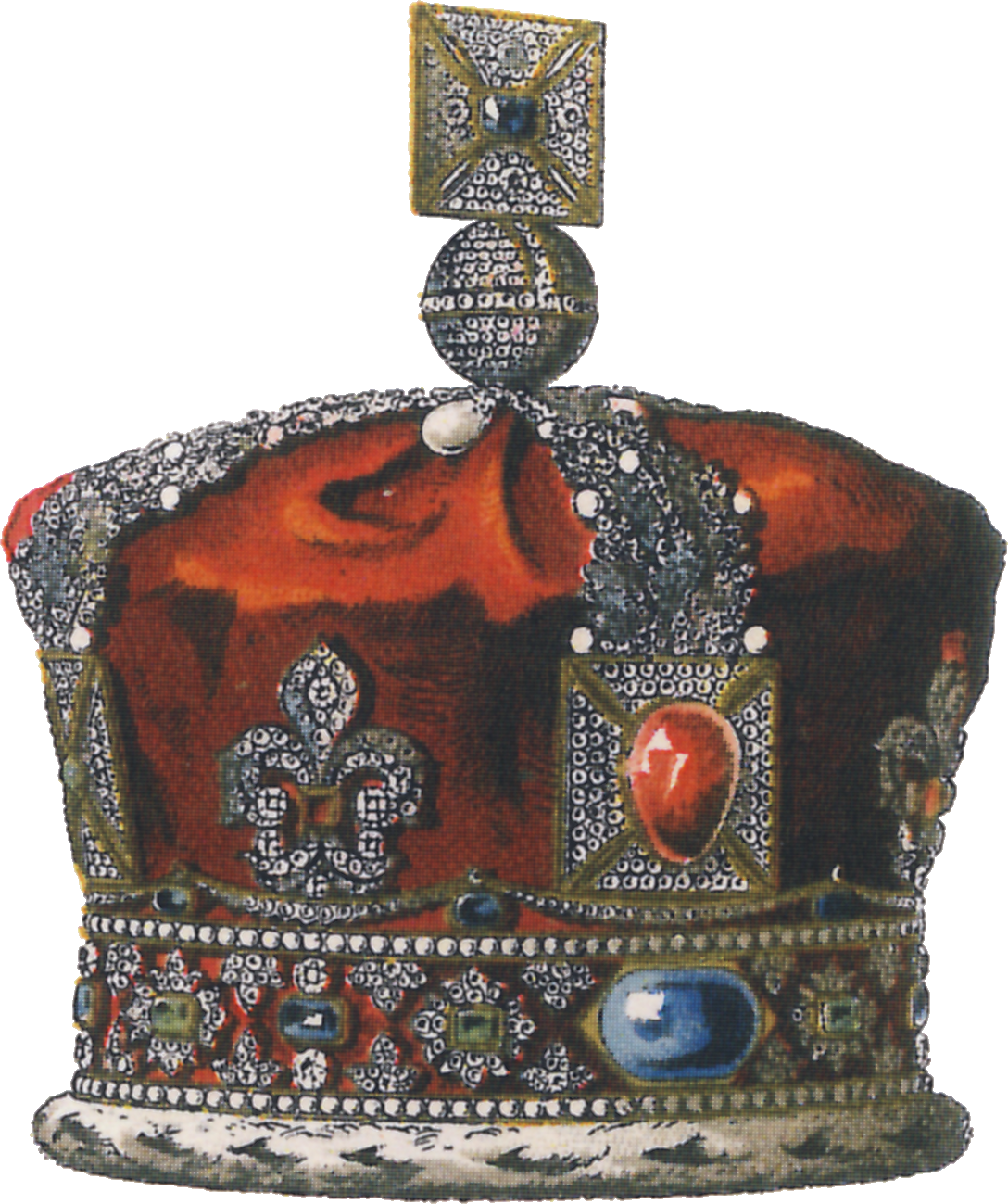
De Keizerlijke Staatskroon voordat de hoogte 25 mm was ingekort

De Britse Keizerlijke Staatskroon (Engels: "Imperial State Crown") is een van de vele kronen van de Britse koningen.
De kostbare kroon maakt deel uit van de verzameling regalia in de Tower of London die de "kroonjuwelen" worden genoemd.
Het is gebruikelijk om de koning of koningin met de kroon van Sint-Edward te kronen maar Victoria en Edward VII zagen daarvan af. Zij lieten zich met de veel lichtere Keizerlijke Staatskroon kronen. De massief gouden kroon van Sint-Edward weegt 2,2 kilo, de modernere staatskroon weegt slechts 910 gram. Het dragen van een te zware kroon kan tot hoofdpijn leiden.
De kroon bevat een grote diamant, de Cullinan II.